# Steinbrücke 1, 2 (Quedlinburg)

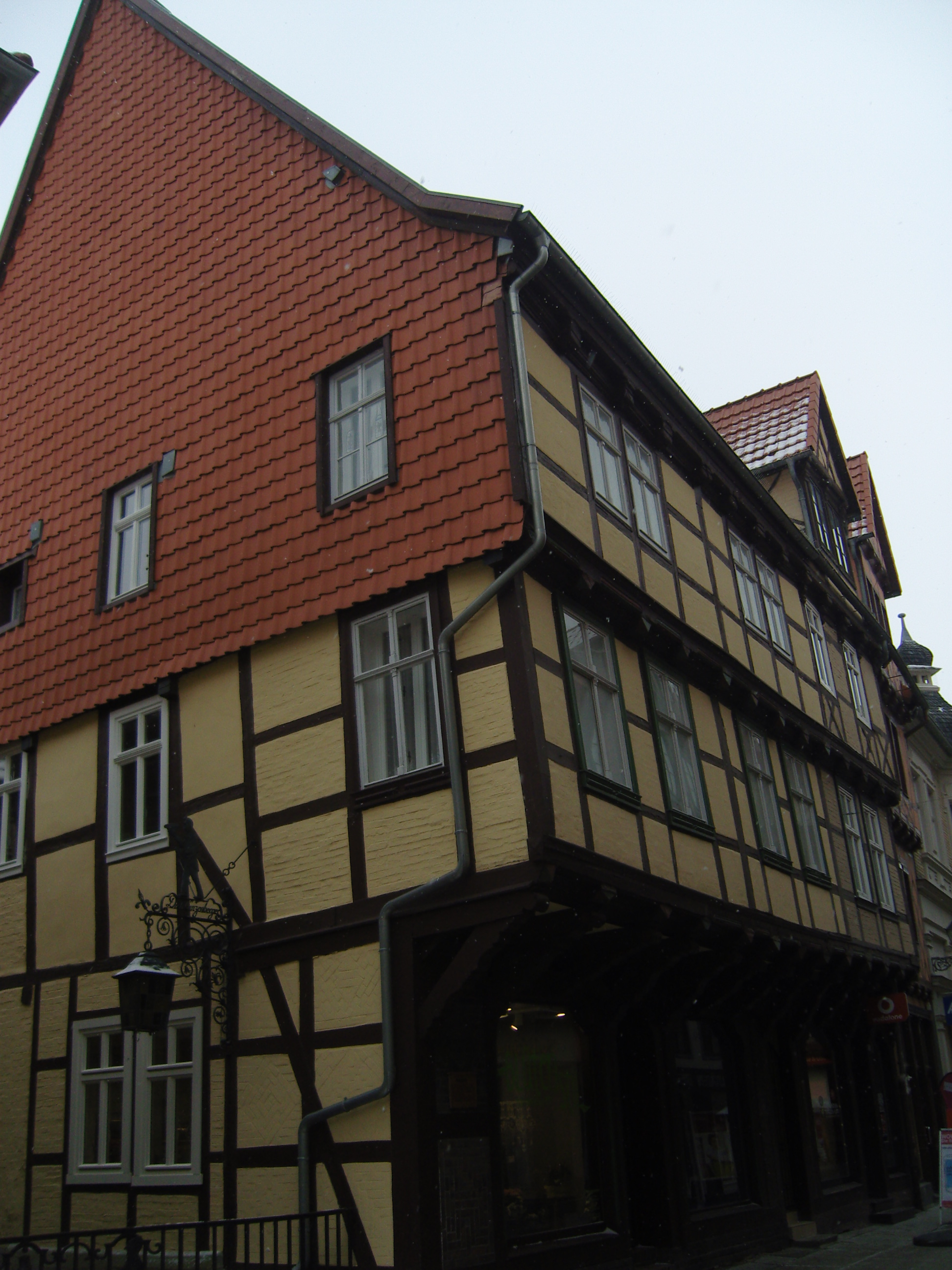
Haus Steinbrücke 1, 2

Das Haus Steinbrücke 1, 2 ist ein denkmalgeschütztes Gebäude in der Stadt Quedlinburg in Sachsen-Anhalt.

## Lage
Es befindet sich südlich des Quedlinburger Marktplatzes und gehört zum UNESCO-Weltkulturerbe. Im Quedlinburger Denkmalverzeichnis ist es als Wohnhaus eingetragen. Nördlich des Hauses verläuft der Mühlgraben.

## Architektur und Geschichte
Das große dreigeschossige Fachwerkhaus entstand in der Zeit um 1660, mit bauzeitlichen Verzierungen. In späterer Zeit wurde die Fassade umgestaltet. Auf der Südhälfte des Gebäudes befindet sich ein Zwerchhaus. Um 1920 wurde die Front des Erdgeschosses für eine Verbreiterung der Straße zurückgesetzt, so dass das erste Obergeschoss heute deutlich vorkragt.
Am Haus befindet sich eine Informationstafel, die über die vor dem Gebäude verlaufende Steinbrücke und das Haus selbst informiert.